# Parque nacional San Guillermo
El parque nacional San Guillermo es un área natural protegida de Argentina, que está ubicada en el extremo noroeste de la provincia de San Juan, en el departamento Iglesia, a 80 km de la capital provincial.

## Características generales
El parque nacional (166 000 ha) y la reserva provincial del mismo nombre (811 460 ha), integran la reserva de biosfera de San Guillermo abarcando un total de 971 460 ha, en el área más austral de la Puna (desierto de altura exclusivo de Sudamérica), y comprendiendo tres regiones fitogeográficas: monte y cardonales de la prepuna, estepas de la Puna y estepas altoandinas.
Fue creado para recuperar y proteger el hábitat de la mayor concentración de camélidos de Argentina. Con la creación de la reserva provincial San Guillermo, con un sector que constituye el parque nacional, las poblaciones de guanacos y de vicuñas se siguen recuperando.
El área cuenta con un acceso sur, que parte de Rodeo y pasa por varios poblados, entre ellos El Chinguillo y que vadea el río Blanco en varias oportunidades. En temporada estival estos cruces del río son imposibles de realizar por el gran caudal de agua que corre por los vados.
El acceso norte se realiza desde las ciudades de Guandacol y/o Villa Unión en la provincia de La Rioja, en ambos casos se circula por la reserva provincial Laguna Brava (La Rioja), para llegar al puesto de control Las Majaditas, de la reserva provincial San Guillermo y transitar por esta hasta cruzar el río Santa Rosa, límite norte del parque nacional.
En ambos accesos se circula por huellas con altas dificultades de tránsito como cruces y cauces de ríos que requieren de vehículos aptos para todo terreno. El puesto Las Majaditas funciona las 24 horas con una guardia de agentes de conservación de la reserva provincial.

## Historia previa
Lo que hoy se conoce como “el parque nacional san Guillermo” se nombró como Reserva Provincial en 1972. En 1997 el gobierno de la provincia de San Juan cedió el territorio de la zona a la Administración de Parques Nacionales. Finalmente, el 9 de diciembre de 1998  el parque fue autorizado para abrir a los turistas. El área posee evidencias de ocupación humana desde hace 10 000 años. A fines del siglo XVI se produjo la invasión del Imperio incaico y el llano de San Guillermo fue el área para el aprovechamiento de la lana de vicuña.
La ley de la provincia de San Juan n.º 4164 sancionada el 23 de diciembre de 1975 declaró sujeto a expropiación el campo Estancia de San Guillermo con objeto de proteger a las vicuñas y creó la reserva natural provincial San Guillermo.

ARTICULO 1.°- Declárase de utilidad pública y sujeto a expropiación, el campo denominado "ESTANCIA DE SAN GUILLERMO", en el Departamento de Iglesia (...) El campo así delimitado encierra una superficie 981.460 Hectáreas.
 ARTICULO 2.°- El inmueble identificado en el artículo anterior como "Estancia de San Guillermo", considerado Reserva Natural Provincial, estará destinado principalmente a la protección de la Vicuña (...)

La ley provincial n.º 5949 de necesidad y urgencia sancionada el 6 de febrero de 1989 derogó a la ley n.º 4164, pero el 8 de marzo de 1989 la Legislatura provincial rectificó esa ley desafectando de la declaración de utilidad pública solo 125 680 ha de la reserva natural provincial San Guillermo.

## Creación y legislación
El 11 de octubre de 1996 la provincia de San Juan y el Estado nacional suscribieron un convenio, aprobado por decreto provincial n.º 1469/1996, por el cual la provincia se comprometió a ceder el dominio y jurisdicción sobre una fracción del parque provincial San Guillermo con una superficie aproximada de 170 000 hectáreas. Otro sector adyacente sería destinado a zona de amortiguación bajo jurisdicción provincial.

PRIMERA: LA PROVINCIA realizará los trámites necesarios para la cesión a LA NACION de los derechos y acciones que le corresponden por el ejercicio del dominio eminente que surge de la Aplicación de la Ley Provincial N° 4164 y la jurisdicción que posee sobre una fracción del "Parque Provincial San Guillermo", Departamento de Iglesia, a los fines de su incorporación, bajo la categoría de Parque Nacional, en el régimen establecido en la Ley Nacional N° 22.351. Dicha área, que con las variantes técnicas que impongan las operaciones topográficas de deslinde y mensura que se efectúen en el terreno, tiene una superficie aproximada de 170.000 hectáreas, comprendidas dentro de los siguientes límites:
 NORTE: Desde la intersección del meridiano 69° 24' con el Río Santa Rosa y siguiendo su curso aguas abajo hasta su confluencia con el Río Blanco.
 ESTE: Desde la confluencia del Río Santa Rosa y el Río Blanco y siguiendo aguas abajo por este último, hasta la confluencia con el Río de la Palca.
 SUR: Desde la confluencia del Río Blanco con el Río de la Palca, siguiendo por este último aguas arriba, hasta su intersección con el meridiano 69° 28'.
 OESTE: Desde la intersección del Río Santa Rosa con el meridiano 69° 24' y siguiendo este meridiano en dirección Sur, hasta su intersección con el Río San Guillermo. Por éste y siguiendo su curso aguas arriba, hasta su intersección con el meridiano 69° 28'. Por este y en dirección Sur, hasta su intersección con el Río de la Palca.

El convenio fue ratificado por el gobernador de San Juan por decreto n.º 1469/1996 de 18 de octubre de 1996 y aprobado por la Legislatura de San Juan por ley n.º 6788, sancionada el 13 de febrero de 1997 y promulgada el 26 de febrero de 1997.

ARTICULO 2.- Cédese a la Nación para su incorporación al régimen legal de los Parques Nacionales, Monumentos Naturales y Reservas Nacionales establecido en la Ley Nacional Nº 22.351, la jurisdicción y los derechos y acciones que le correspondan a la Provincia de San Juan por el ejercicio del dominio eminente que surge de la aplicación de la Ley Provincial Nº 4.164; sobre una fracción del Parque Provincial San Guillermo, ubicado en el Departamento de Iglesia, de acuerdo a los límites establecidos en el Convenio que se aprueba por la presente Ley.

La ley nacional n.º 25077 sancionada el 9 de diciembre de 1998 y promulgada de hecho el 13 de enero de 1999 aprobó el convenio y declaró el parque nacional:

ARTICULO 2°-Acéptase la cesión efectuada por la Provincia de San Juan al Estado Nacional mediante la ley sancionada a los treces días del mes de febrero de 1997 que lleva el número 6788, para la creación del Parque Nacional San Guillermo, la que se adjunta como anexo II y forma parte de la presente ley.
 ARTICULO 4 - En cumplimiento de las condiciones aceptadas en el artículo 3 y por encontrarse reunidos los requisitos previstos en los artículos 1, y 2 y concordantes de la Ley Nacional N 22.351, declárese el área cedida, y aceptada mediante el presente acto legislativo con el nombre de Parque Nacional San Guillermo, el cual a partir de la promulgación de la presente ley quedará sometido al régimen establecido por la mencionada ley 22.351 de Parques Nacionales, Monumentos Naturales y Reservas Nacionales.
 ARTICULO 5°-Declárase de utilidad pública el área individualizada en el anexo I del Convenio citado en el artículo 1° y aprobado por la ley provincial 6788. La Administración de Parques Nacionales, autoridad de aplicación de la Ley 22.351, realizará todos los actos administrativos o judiciales necesarios para incorporar el área cedida al dominio de la Nación. Para ello deberá tomar intervención el Tribunal de Tasaciones de la Nación, en cumplimiento de lo establecido en la Ley 21.626 y sus reglamentos.

## Recursos naturales

### Fauna
San Guillermo concitó gran atención al tornarse crítica la supervivencia de la vicuñas. Aquí convive con el guanaco, otro camélido silvestre, utilizando distintos hábitats para disminuir la competencia: mientras la vicuña frecuenta los llanos el otro prefiere los faldeos rocosos. Hasta el momento en que se hizo efectiva la protección del área, ambas especies eran perseguidas, en particular la vicuña, debido a la gran finura de su pelo, de muy suave textura. Con la creación de la reserva provincial San Guillermo, una parte de la cual constituye hoy el parque nacional, las poblaciones de vicuñas se fueron recuperando en forma notable: se llegaron a censar más de 7000 individuos, junto a unos 5000 guanacos. Se trata de la mayor concentración de vicuñas de Argentina. Ambos camélidos son herbívoros adaptados a la rigurosidad de estos desiertos de altura. Tienen almohadillas en sus patas que disminuyen el efecto erosivo del pisoteo y la conformación de su dentadura les permiten cortar los pastos sin arrancarlos, lo cual posibilita su rebrote. Otros componentes notables de la fauna de San Guillermo son el suri o ñandú cordillerano, el cóndor andino, el puma y el zorro colorado. Existen especies exclusivas o endémicas del lugar, como es el caso de dos lagartijas coloridas: un chelco y otro denominada cola de piche.

### Flora
La vegetación se caracteriza por el predominio de formas preparadas para sobrevivir en condiciones de extrema aridez y gran altura. Las lluvias son escasas (30 a 100 mm anuales). Durante algunos inviernos caen nevadas importantes y hay vientos muy fuertes, con ráfagas de 100 km/h. Por lo tanto, las plantas más comunes son arbustos achaparrados y en placas adosadas al piso y, dispersas entre los reparos que dejan las piedras sueltas, hierbas pequeñas de flores enormes típicas de los Andes. Una de las especies endémicas es una margarita, conocida con el nombre científico de Huarpea andina.

## Riesgo ambiental
La ONG Greenpeace ha denunciado en 2013 el supuesto riesgo ambiental al que estaría expuesta la reserva debido a la explotación minera Veladero que se lleva a cabo 45 km al oeste del parque nacional, dentro de la reserva provincial y en el borde del área de usos múltiples de la reserva de biosfera de San Guillermo, donde sí están permitidas las actividades industriales mineras que son reconocidas y descriptas por la UNESCO. Profesionales, profesores universitarios y científicos relacionados con la actividad, argumentan que las denuncias de la ONG son falsas y que no hay riesgo ambiental, esto último es desmentido categóricamente por diferentes informes científicos, que toman como base informes oficiales de organismos de Argentina, como por ejemplo la Administración de Parques Nacionales y la Secretaría de Ambiente y Desarrollo Sustentable de la Nación.
El biólogo Emiliano Donadio del Programa de Ecología y Departamento de Zoología & Fisiología de la Universidad de Wyoming en Estados Unidos, señaló:
“...en general, el plan presentado por el IDS evita la definición de conceptos clave (desarrollo sustentable, recurso no renovable), presenta información que favorece a las compañías mineras, es técnicamente pobre, inexacto e incurre en frecuentes contradicciones. Asimismo, los autores evitan sistemáticamente aquella bibliografía que reporta los impactos negativos de la minería, en particular la minería del oro, sobre la conservación de la biodiversidad. Puede concluirse que el trabajo es una abierta defensa de los intereses mineros, en concordancia con los intereses del sector político gobernante y en detrimento del patrimonio natural del pueblo de la nación Argentina.”
En noviembre de 2009 se realizó la primera fiscalización oficial del proyecto Pascua Lama, a un mes de iniciada la construcción, donde la Unidad de Fiscalización y Medio Ambiente, dependiente de la Dirección General de Aguas de Chile, dio cuenta de que la empresa no estaba tomando las medidas comprometidas para mitigar el daño a los glaciares:
“Existen una serie de incumplimientos a la RCA COREMA Atacama No 024 de fecha 24 de febrero de 2006 por parte del titular de CÍA. MINERA NEVADA LTDA., relacionado con las siguientes materias: Eventual intervención del Glaciar Estrecho, u otro, producto de la generación de material particulado en el área cercana a la masa de hielo, asociada a operaciones de movimiento de tierra con maquinaria de alto tonelaje, en tareas de carga, descarga y tránsito de vehículos de carga por parte del titular, sin para ello implementar medidas tales como la humectación de caminos internos, el confinamiento de los lugares de carga y descarga del material, y el confinamiento de la tolva de carga de los camiones al interior de la faena minera, cuyo polvo en suspensión podría ser depositado sobre dicho Glaciar”. 
Por su parte, la Secretaría de Ambiente y Desarrollo Sustentable de la Nación, en una misiva remitida a la Secretaría de Minería de la Nación, el 22 de noviembre de 200622 en relación con el IIA de la empresa, declara:
“Como es de su conocimiento, el proyecto en mención, así como otros de carácter minero para los cuales actualmente existen permisos de cateos mineros, se encuentran parcialmente en territorio y en alguna de las zonas diferenciadas dentro de la Reserva de Biosfera de San Guillermo que forma parte de la Red Mundial de Reservas de Biosfera del Programa del Hombre y la Biosfera de la UNESCO, cuya coordinación Nacional es responsabilidad de esta Secretaría."

## Administración
Por resolución n.º 126/2011 de la Administración de Parques Nacionales de 19 de mayo de 2011 se dispuso que parque nacional encuadrara para los fines administrativos en la categoría áreas protegidas de complejidad III, por lo cual tiene a su frente un intendente designado, del que dependen 4 departamentos (Administración; Obras y Mantenimiento; Guardaparques Nacionales; Conservación y Uso Público) y la división de Despacho y Mesa de Entradas, Salidas, y Notificaciones. La intendencia tiene su sede en la localidad de Rodeo.